# Hyundai Aero City
Der Hyundai Aero City bzw. Hyundai Super Aero City und Hyundai New Super Aero City ist ein Stadtbus und Überlandbus, den die Hyundai Motor Company seit 1991 als Nachfolgemodell der Baureihe Hyundai RB produziert. Ursprünglich war es ein Badge-Engineering-Modell des Mitsubishi Fuso Aero Star. 1994 wurde die Baureihe erstmals überarbeitet, und Hyundai führte eigene Elemente ein.

## Modellhistorie
Hyundai arbeitete bereits seit den 1970er Jahren mit Mitsubishi Fuso zusammen und stellte in Südkorea zahlreiche Produkte von Mitsubishi Fuso baugleich mit eigenem Markenemblem her. So wurde auch anfänglich der Mitsubishi Fuso Aero Star von Hyundai als Aero City gebaut. Mitte der 1990er Jahre begann Hyundai sich im Nutzfahrzeugbereich von Mitsubishi Fuso zu lösen. Daher erhielt auch der Aero City eine Überarbeitung mit nun zahlreichen Komponenten von Hyundai. Ebenso wurden nun eigene Motoren eingesetzt, oder in Lizenz von Mitsubishi Fuso gebaute Motoren.
2001 erfolgte ein weiteres Facelift der Baureihe mit geänderter Front. Außerdem wurde ein zusätzliches Modell, der Super Aero City, speziell als Überlandbus-Variante eingeführt. Eine weitere Überarbeitung erfolgte 2004, der Super Aero City war nun auch mit längerem Radstand erhältlich, und eine Niederflurtechnik zur Absenkung des Busses an den Gehsteig, um Rollstuhlfahrern einfachen Zugang zu verschaffen, wurde eingeführt. Gleichzeitig sind seither neben den Mitsubishi-Fuso- und Hyundai-Schaltgetrieben auch Allison-Transmission- und ZF-Friedrichshafen-Automatikgetriebe erhältlich. Nach einer weiteren Überarbeitung und Vorstellung eines Brennstoffzellen-Omnibus auf Basis des Super Aero City wird dieser seither als New Super Aero City vermarktet.

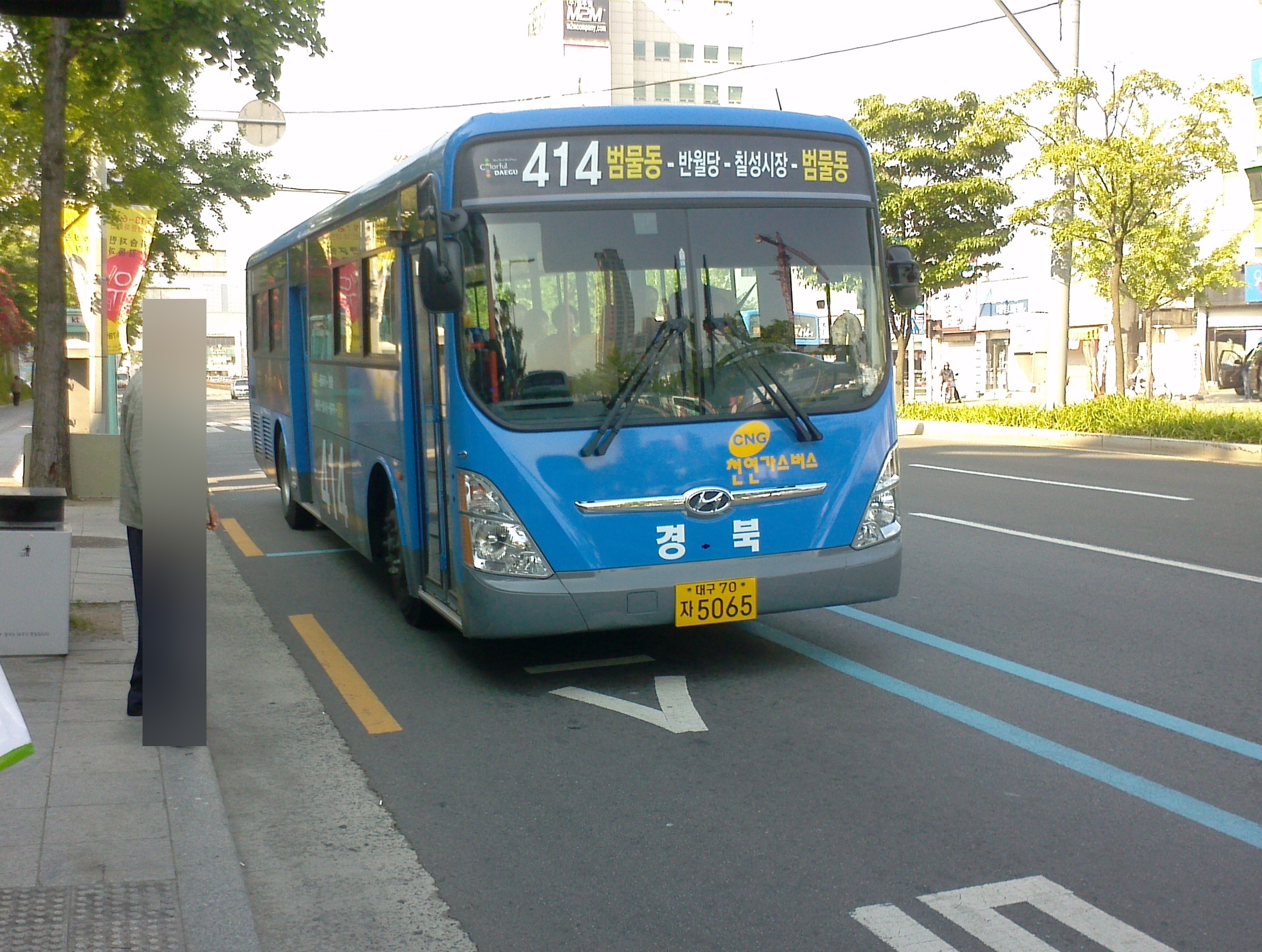
Hyundai New Super Aero City
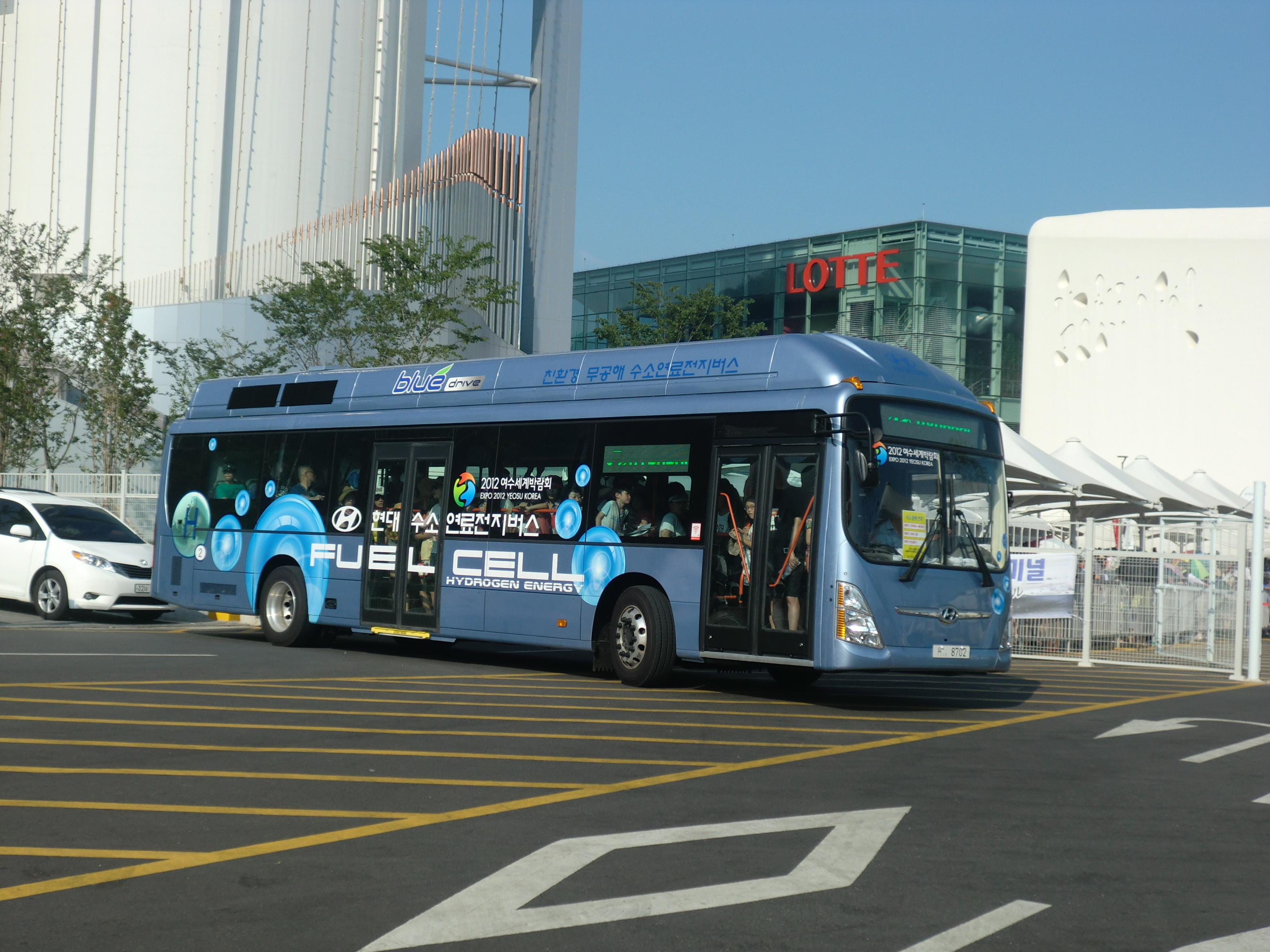
Hyundai New Super Aero City Brennstoffzellenbus auf der Expo 2012
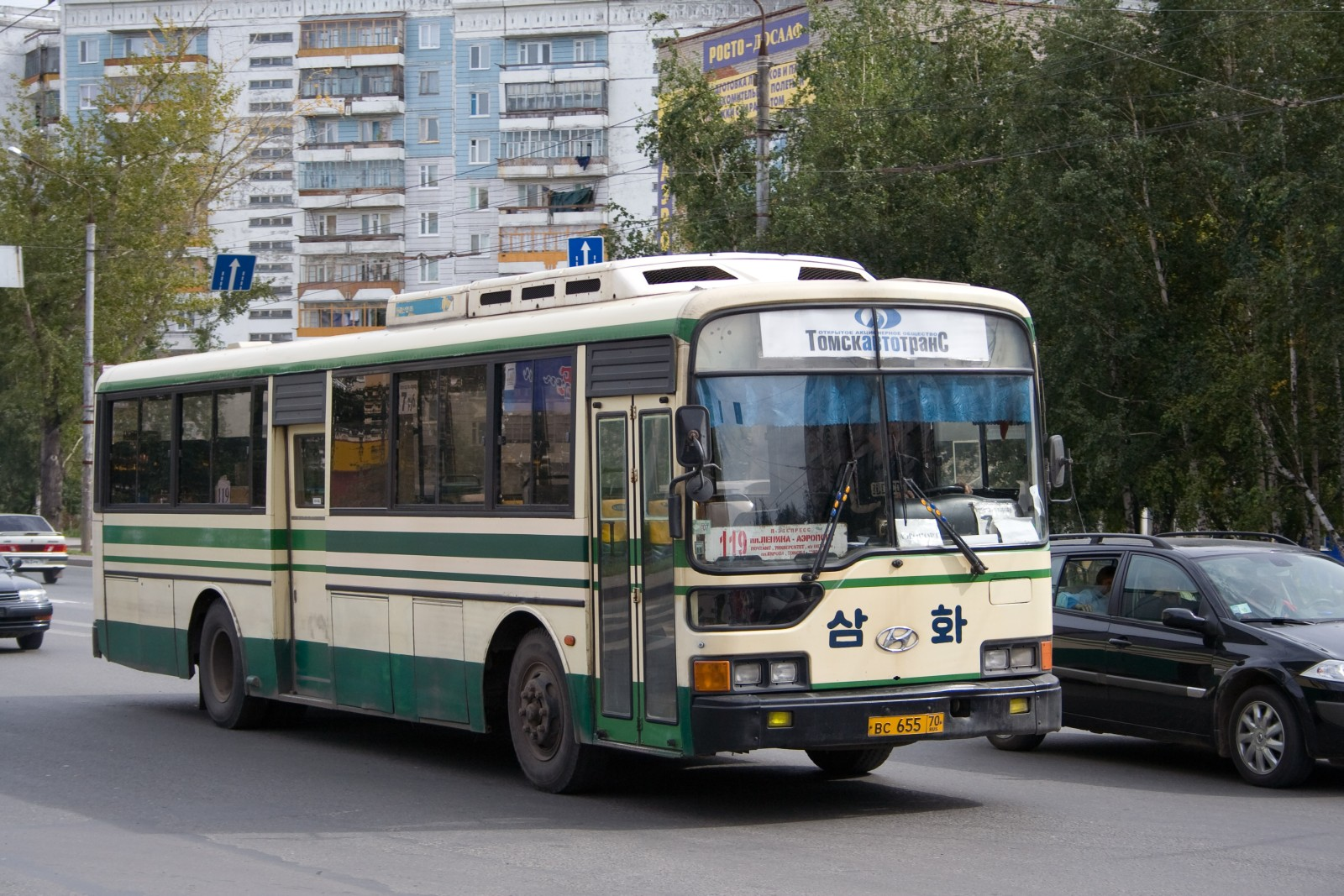
Hyundai Aero City 1994–2001
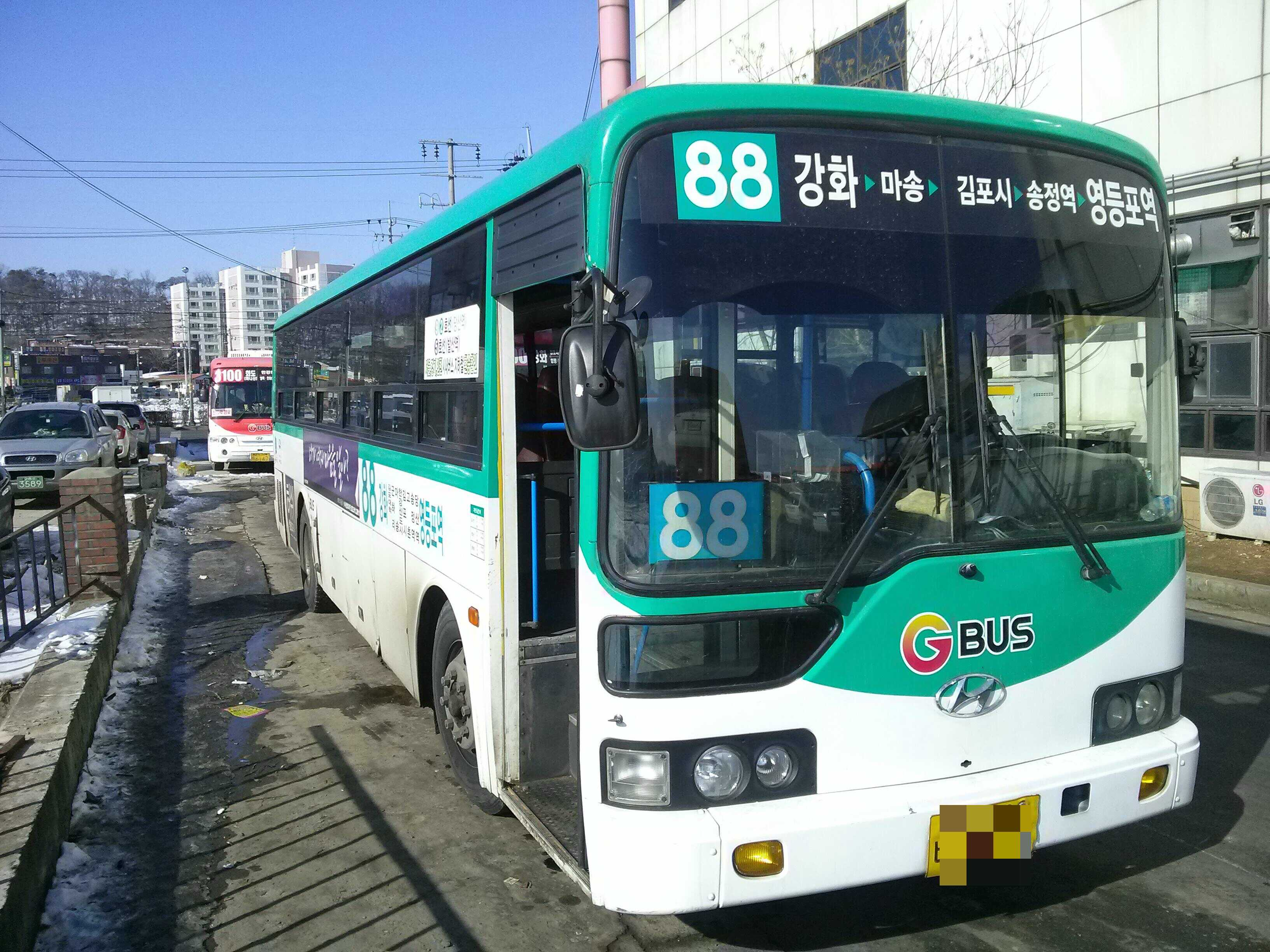
Hyundai Aero City 2001–2004